# Aeropuerto de Tuguegarao
El Aeropuerto de Tuguegarao (en tagalo: Paliparan ng Tuguegarao; en ilocano:  Pagtayaban ti Tuguegarao)  (IATA: TUG, ICAO: RPUT) es un aeropuerto que sirve el área general de Tuguegarao, la ciudad capital de la provincia de Cagayán, en el país asiático de Filipinas. El aeropuerto está clasificado como un importante aeropuerto doméstico comercial por la Oficina de Transporte Aéreo, un organismo del Departamento de Transportes y Comunicaciones que se encarga de las operaciones, no solo de este aeropuerto, sino también de todos los demás aeropuertos de Filipinas, excepto los principales aeropuertos internacionales.
Sus principales aerolíneas y destinos son
- Cebú Pacific:	Manila.
- Philippine Airlines: Manila.
- Sky Pasada:	Basco, Maconacon, Palanan.
- SkyJet	Chárter: Cebú, Dávao, Manila.
- Northsky Air:	Basco, Itbayat, Maconacon, Palanan.